# Comté de Spalding
Pour les articles homonymes, voir Spalding.
Le comté de Spalding est un comté de Géorgie, aux États-Unis.

## Démographie
| 1860  | 1870   | 1880   | 1890   | 1900   | 1910   |
| ----- | ------ | ------ | ------ | ------ | ------ |
| 8 699 | 10 205 | 12 585 | 13 117 | 17 619 | 19 741 |

| 1920   | 1930   | 1940   | 1950   | 1960   | 1970   |
| ------ | ------ | ------ | ------ | ------ | ------ |
| 21 908 | 23 495 | 28 427 | 31 045 | 35 404 | 39 514 |

| 1980   | 1990   | 2000   | 2010   | - | - |
| ------ | ------ | ------ | ------ | - | - |
| 47 899 | 54 457 | 58 417 | 64 073 | - | - |